# Gagrella nigripes
Gagrella nigripes is een hooiwagen uit de familie Sclerosomatidae.